# Sakaguchi Shizuo

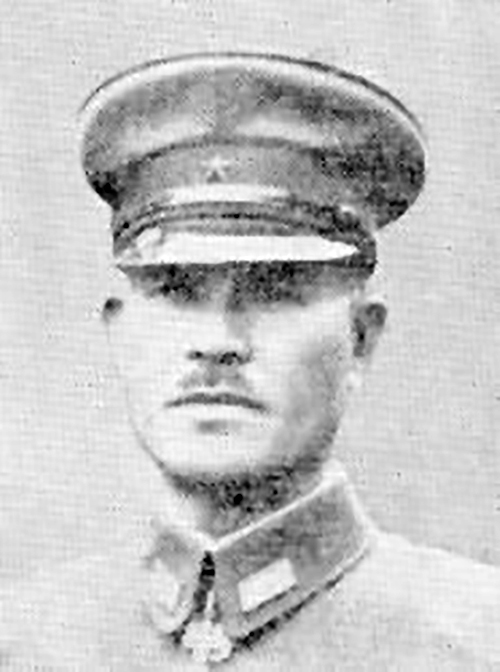
Generalleutnant Sakaguchi Shizuo, 1944

Sakaguchi Shizuo (jap. 坂口 静夫; * 17. Januar 1887 in der Präfektur Kumamoto, Japan; † 23. März 1947) war ein Generalleutnant der Kaiserlich Japanischen Armee.
Nach dem Besuch der Mittelschule trat Sakaguchi in die Kaiserlich Japanische Heeresakademie ein (Jahrgang 22), die er im Mai 1910 abschloss. Im Dezember desselben Jahres wurde er zum Leutnant der Infanterie befördert. Im August 1920 wurde er Kompaniekommandant im 48. Infanterieregiment. Ab April 1921 diente er im Hauptarsenal der Armee. Im April 1925 wurde er zum 3. Gardeinfanterieregiment versetzt. Es folgten Verwendungen im 27. Infanterieregiment und im Hauptquartier der 1. Division. Im August 1928 wurde er dem Hauptquartier der 7. Division zugeteilt. Zwei Jahre später wurde er Adjutant der 7. Division und im August 1932 erfolgte die Zuteilung zum 24. Infanterieregiment. Zu diesem Zeitpunkt erhielt Sakaguchi auch die Beförderung zum Oberstleutnant. Ab August 1935 führte er das 9. selbstständige Garnisonsbataillon. 
Im August 1937 erfolgte die Beförderung zum Oberst, und im November 1937 versetzte die Armeeführung Sakaguchi in das Hauptquartier der 16. Division. Nach der Funktion als Kommandeur des 109. Infanterieregimentes beförderte man ihn im August 1939 zum Generalmajor. Im September des Folgejahres wurde er Kommandeur der 12. Infanteriebrigade. Ab August 1940 bekleidete Sakaguchi den Rang des kommandierenden Generals der Infanteriebrigadegruppe in der 56. Infanteriedivision (Kurume Division).
Ab November 1941 führte Sakaguchi die gemischte 56. Infanteriebrigade an, einen im Kern aus dem 146. Infanterieregiment und dem 1. Bataillon des 56. Feldartillerieregimentes bestehenden Verband (Kampfgruppe Sakaguchi), mit dem er an der Invasion der Philippinen und der Invasion Javas, das zu diesem Zeitpunkt zu Niederländisch-Ostindiens gehörte, teilnahm. Von der Angriffsbasis Palau liefen die Truppentransporter Mitte Dezember 1941 nach Mindanao in den Südphilippinen, wo die Einheit am 20. Dezember Davao einnahm. Von dort aus setzte sie nach Jolo im Sulu-Archipel über, das am 24. Dezember in ihre Hände fiel.
Sakaguchi führte seine Kampfgruppe in der Folge am 11. Januar nach Tarakan (→ Schlacht um Tarakan) und am 24. Januar nach Balikpapan. Von dort aus setzte sie nach Java über und landete am 1. März bei Kragan, mit dem Ziel der Einnahme von Tjilatjap, das am 8. März fiel. Am nächsten Tag ergaben sich die KNIL-Truppen unter Generalmajor Pierre Antoine Cox.
Nach seiner Beförderung zum Generalleutnant im Juni 1943 kommandierte Sakaguchi die 55. Division (Zentsūji Division) und ab August 1944 war er Kommandeur der 65. Infanteriedivision. Im März 1945 wurde er dem Armeekommando West zugeteilt.
Sakaguchi Shizuo stand ab April 1945 auf der Reserveliste der Armee.